# フルムーン夫婦グリーンパス
フルムーン夫婦グリーンパス（フルムーンふうふグリーンパス）とは、JR旅客会社のグリーン車が乗り放題となる、熟年および老年夫婦を対象とした特別企画乗車券（「トクトクきっぷ」）である。転じて、中高年夫婦の旅行を「フルムーン旅行」、あるいは単に「フルムーン」と呼ぶことがある。

## 概要
日本国有鉄道（国鉄）時代の1981年に発売開始。JR旅客会社のグリーン車・普通車指定席・普通車自由席・立席・開放型B寝台・B寝台2人用個室「デュエット」を利用することができる。また宮島航路でも利用できる。ただし、東海道新幹線・山陽新幹線・九州新幹線の「のぞみ」「みずほ」は自由席も含め利用できない（「のぞみ」の場合はJR東海及びJR西日本がそれぞれ発行する新幹線割引切符のみ乗車が可能）。東北新幹線・北海道新幹線・秋田新幹線の「はやぶさ」「こまち」は他の東北・北海道・秋田新幹線の列車と料金体系が異なるが利用できる。
グリーン個室、グランクラス、プレミアムグリーン車、DXグリーン席、特急「36ぷらす3」の全座席、A寝台、「デュエット」以外の個室B寝台を利用する場合は運賃のみが有効になり、特急・急行料金およびグリーン料金・寝台料金・グランクラス料金は別途支払う必要がある。ホームライナーなどの乗車整理券が必要になる列車を利用する場合は、乗車整理券を別途購入する必要がある。また、山陽新幹線で運行されている700系ひかりレールスター8号車に設置されている普通個室（4人用）は別途運賃・料金は不要で2人で利用できる。
青い森鉄道線の青森駅 - 八戸駅間、青森駅 - 野辺地駅間および八戸駅 - 野辺地駅間は普通・快速列車で通過利用する場合に限り、別途乗車券は不要である。当該区間内では青森駅・野辺地駅・八戸駅で下車することが可能であるが、その他の駅で下車する場合は乗車した全区間の乗車券が必要である。なお、JR東日本線と青い森鉄道線にまたがっての指定席を利用する際の指定券は無料で交付される。
2015年3月14日の北陸新幹線（長野 - 金沢間）開業に伴い、「かがやき」・「はくたか」・「つるぎ」 のグリーン車および普通車が利用出来るようになる。
また、氷見線・城端線への接続による通過利用の特例として、富山 - 高岡間の普通・快速列車（普通車自由席）が、七尾線には金沢 - 津幡間の普通･快速列車（普通車自由席）・特急列車は途中下車しない条件で認められている。
2022年度の発売がなく、事実上廃止となったことが報道された。

## 対象者
- 2人の年齢の合計が88歳以上の夫婦で、同一行程で旅行する場合に利用できる（乗車券類は2人で一枚しか発行されないため）。
- 夫婦は必ず入籍（婚姻届が提出されている）している必要はなく、一緒に生活する仲であれば対象となる。
- 異性間であれば上記の通り婚姻を証明する書類は不要であり事実婚の男女でも利用可能であるが、2022年6月現在パートナーが同性の場合はたとえ自治体が発行するパートナー証明書があっても利用はできないとJR東日本が回答している[9]。
- 合計88歳以上であればよいので、極端な例であるが夫70歳、妻18歳でも利用することができる。ただし、親子での使用（例:58歳の父親と30歳の娘）は対象外となる。

## 発売・利用期間
毎年秋から翌年の春にかけて発売される。発売期間は9月1日から翌年の5月31日まで、利用期間は10月1日から翌年の6月30日までである。ただし、12月28日から翌年の1月6日まで、3月21日から4月5日まで、4月27日から5月6日までは利用できない。

## きっぷの種類と発売額
有効期間により、5日間用（84,330円）・7日間用（104,650円）・12日間用（130,320円）の3種類がある。夫婦のどちらかが70歳以上の場合は「フルムーンシルバー」となり、5,000円割引となる。また、購入時に付属するアンケートに回答すると、同じシーズンでもその次のシーズンでも使える5,000円安く購入できる割引証が交付されていたが、2012（平成24）年9月発行分から割引証の交付は廃止された。

## 使用できない例
北越急行ほくほく線や肥薩おれんじ鉄道線のようにJRでない第三セクター鉄道や民鉄などの保有する区間では、JR線から直通する列車であっても、原則としてその区間に有効な乗車券や特急券・指定券などの料金券を別途購入しなければならない。ただし、前述の八戸以北、氷見線・城端線・七尾線に関する特例のほか、「北斗星」のB寝台（デュエットを含む）を利用するときはIGRいわて銀河鉄道いわて銀河鉄道線と青い森鉄道線目時駅 - 青森駅間を乗車券と特急券なしで利用することができた。

## CMキャラクター
- 上原謙&高峰三枝子（1982年～1987年） - 初期のCMでは高峰が温泉につかり、豊かな胸の谷間が大胆に披露されたこともあり大きな話題を呼び、本切符が大ヒットするきっかけともなった。
- 二谷英明&白川由美（1988年～1993年）
- 加山雄三&松本めぐみ

## 同種の商品
- ナイスミディパス - 30歳以上の女性グループが対象。利用期間がほぼ裏返しとなっていた。2008年まで発売されていた。